# 罗伯特·阿德拉德
罗伯特·爱德华·阿德拉德（英語：Robert Edward Adlard，1915年11月15日—2008年10月22日），英国男子曲棍球运动员。他曾代表英国国家队参加1948年夏季奥林匹克运动会曲棍球比赛，获得一枚银牌。